# Административный округ Хоэнзальца
Административный округ Хоэнзальца (нем. Regierungsbezirk Hohensalza) — существовавшая на территории оккупированной нацистской Германией Польши административно-территориальная единица с центром в Хоэнзальца (польское название — Иновроцлав), включённая в состав рейхсгау Вартеланд (Позен). Округ был создан в 1939 году и существовал до 1945 года. Сегодня территория округа вновь входит в состав Польши.

## Административное деление округа
Административный округ Хоэнзальца был разделён на следующие районы:

### Городские районы
1. Гнезен (нем. Gnesen), польское название — Гнезно
2. Хоэнзальца (нем. Hohensalza), польское название — Иновроцлав
3. Леслау (нем. Leslau), польское название — Влоцлавек

### Сельские районы
1. Район Альтбургунд (нем. Landkreis Altburgund)
2. Район Дитфурт (нем. Landkreis Dietfurt)
3. Район Айхенбрюк (нем. Landkreis Eichenbrück)
4. Район Гнезен (нем. Landkreis Gnesen)
5. Район Херманнсбад (нем. Landkreis Hermannsbad)
6. Район Хоэнзальца (нем. Landkreis Hohensalza)
7. Район Конин (нем. Landkreis Konin)
8. Район Кутно (нем. Landkreis Kutno)
9. Район Леслау (нем. Landkreis Leslau)
10. Район Могильно (нем. Landkreis Mogilno)
11. Район Вальдроде (нем. Landkreis Waldrode)
12. Район Вартбрюккен (нем. Landkreis Warthbrücken)